# Georgina Mongruel
Georgine Catherine Eugénie Léonard Mongruel (Charleroi, 1 de abril de 1861 - Rio de Janeiro, 26 de dezembro de 1953) foi uma poeta brasileira, nascida na Bélgica.
Pelo seu temperamento travesso, era punida pelo pai, Léonard Mongruel, que a obrigava a ficar trancada no quarto copiando obras de autores clássicos. O castigo acabou criando em Georgina o gosto pela poesia. Quando mostrou ao pai seu primeiro poema, foi repreendida e proibida de voltar a escrever. Continuou escrevendo às escondidas e publicou suas primeiras obras, com a ajuda do avô, assinando com pseudônimos.
Mudou-se para o Brasil em 1885, morando primeiro em São Paulo e no Rio de Janeiro para se fixar em Curitiba em 1895. Deu aulas de canto, piano, violino e pintura, além de colaborar com o jornal Diário da Tarde e a revista Fon-Fon, ambos do Rio, e publicações da Bélgica e da França. Defendia o direito da mulher à educação e ao trabalho, mas opunha-se às sufragistas.

## Obras
- La Dorniere Chevauche
- Avril Eternel Renouveau
- Sous le Charme[5]